# Stein Eriksen
Stein Eriksen (ur. 11 grudnia 1927 w Oslo, zm. 27 grudnia 2015 w Park City) – norweski narciarz alpejski, dwukrotny medalista olimpijski oraz sześciokrotny medalista mistrzostw świata.

## Kariera
Pierwszy sukces w karierze Stein Eriksen osiągnął w 1947 roku, kiedy zwyciężył w kombinacji alpejskiej podczas zawodów Kandahar w Holmenkollen. Rok później wystąpił na igrzyskach olimpijskich w Sankt Moritz, gdzie jego najlepszym wynikiem było 29. miejsce w tej samej konkurencji. W 1950 roku wziął udział w mistrzostwach świata w Aspen, gdzie wywalczył brązowy medal w slalomie. W zawodach tych wyprzedzili go jedynie Georges Schneider ze Szwajcarii oraz Włoch Zeno Colò. Na tych samych mistrzostwach wystąpił także w biegu zjazdowym, jednak nie ukończył rywalizacji.

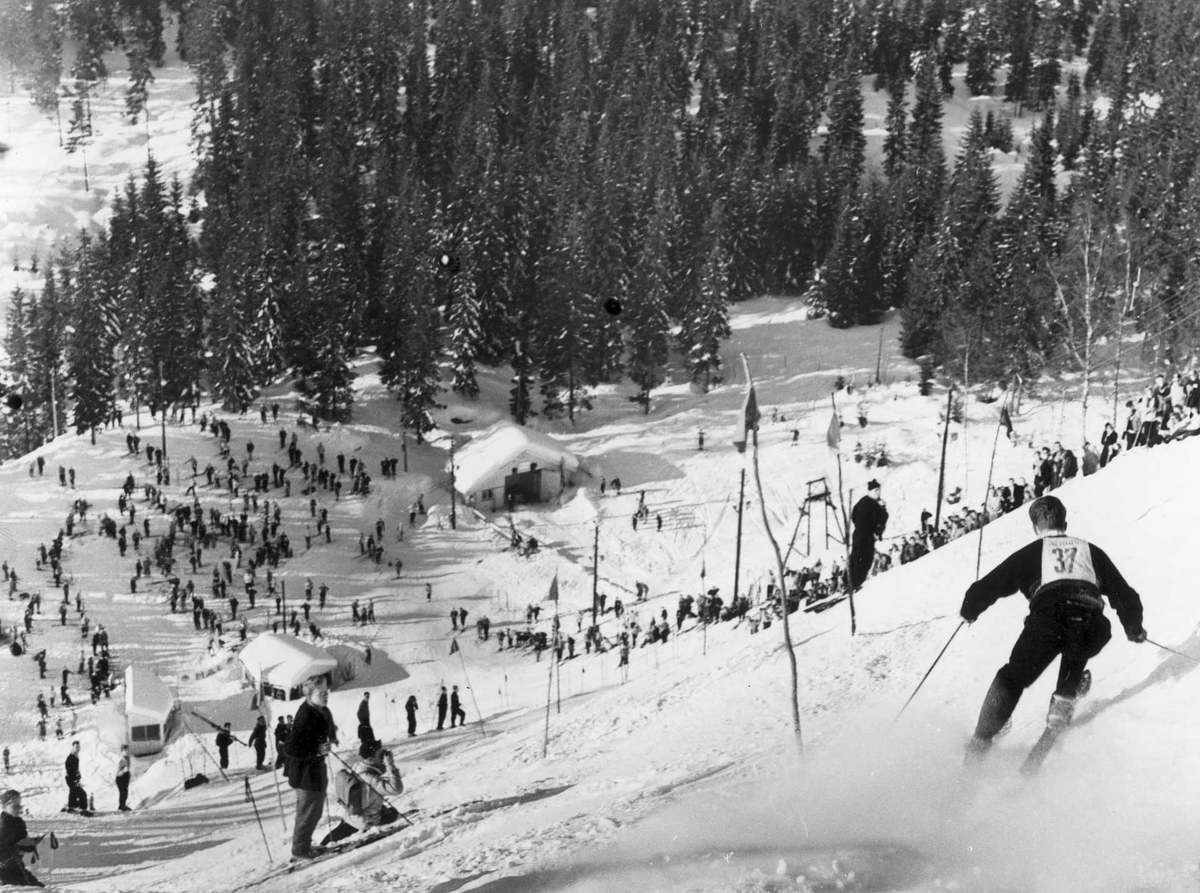
Eriksen podczas ZIO 1952

Slalom gigant był pierwszą konkurencją alpejską rozgrywaną podczas igrzysk olimpijskich w Oslo w 1952 roku. Przed własną publicznością Eriksen sięgnął po zwycięstwo, wyprzedzając bezpośrednio dwóch Austriaków: Christiana Pravdę i Toniego Spissa. Giganta rozgrywano na igrzyskach po raz pierwszy w historii, Eriksen został tym samym pierwszym mistrzem olimpijskim w tej konkurencji oraz pierwszym zawodnikiem spoza Alp, który zdobył medal olimpijski w narciarstwie alpejskim. Był to także jedyny złoty medal olimpijski w narciarstwie alpejskim dla Norwegii aż do 1992 roku, kiedy podczas igrzysk w Albertville Kjetil André Aamodt zwyciężył w supergigancie. Jeden z faworytów, ówczesny mistrz świata w tej konkurencji, Zeno Colò, zakończył zawody na czwartej pozycji. Następnym występem Eriksena na igrzyskach w stolicy Norwegii był bieg zjazdowy, który ukończył na szóstym miejscu. Był to najlepszy wynik wśród reprezentantów gospodarzy. Trzy dni później zdobył także srebrny medal w slalomie, rozdzielając na podium Austriaka Othmara Schneidera i swego rodaka, Guttorma Berge. W pierwszym przejeździe uzyskał najlepszy wynik, jednak w drugim zanotował szósty czas, w wyniku czego o 1,2 sekundy przegrał walkę o złoto ze Schneiderem. W tym samym roku po raz drugi z rzędu zajął drugie miejsce w zawodach Lauberhornrennen w szwajcarskim Wengen.
Największe sukcesy osiągnął na rozgrywanych w 1954 roku mistrzostwach świata w Åre, gdzie zdobył trzy złote medale. Norweg był tam najlepszy w gigancie, slalomie oraz kombinacji, a w zjeździe zajął ósmą pozycję. Największą przewagę osiągnął w slalomie, w którym wyprzedził drugiego Benedikta Obermüllera z RFN o ponad 5 sekund, a trzeciego Toniego Spissa o ponad sześć sekund. W tym samym roku wygrał także slalom podczas zawodów 3-Tre we włoskim Canazei. Na tej samej imprezie zajął również drugie miejsce w gigancie, przegrywając tylko z Christianem Pravdą. Jeszcze w 1954 roku zakończył karierę.
Pierwsze mistrzostwo Norwegii zdobył w 1949 roku, zwyciężając w slalomie i kombinacji. W kolejnych latach jeszcze czterokrotnie zostawał mistrzem kraju, wygrywając w slalomie i slalomie gigancie w latach 1951 i 1954.
Eriksen był pierwszym sportowcem nie uprawiającym narciarstwa klasycznego, który został nagrodzony Medalem Holmenkollen. Wyróżnienie to otrzymał w 1952 roku, wspólnie z norweskim skoczkiem narciarskim Torbjørnem Falkangerem, fińskim dwuboistą klasycznym Heikkim Hasu i szwedzkim biegaczem narciarskim Nilsem Karlssonem. Był wybierany sporowcem roku w Norwegii w latach 1951 i 1954, a także laureatem nagrody Aftenpostens Gullmedalje w 1951 roku.
W 1997 roku król Norwegii Harald V wręczył mu Norweski Order Zasługi, jedno z najwyższych odznaczeń za zasługi dla Norwegii.
Był uważany za jednego z popularyzatorów narciarstwa dowolnego, w szczególności skoków akrobatycznych.
Po zakończeniu kariery był jednym z dyrektorów ośrodka narciarskiego w Deer Valley w stanie Utah, gdzie mieszkał. Założył także firmę produkującą sprzęt sportowy.
Jego ojciec Emil Marius Eriksen reprezentował Norwegię w gimnastyce sportowej, a brat Marius także uprawiał narciarstwo alpejskie.

## Osiągnięcia

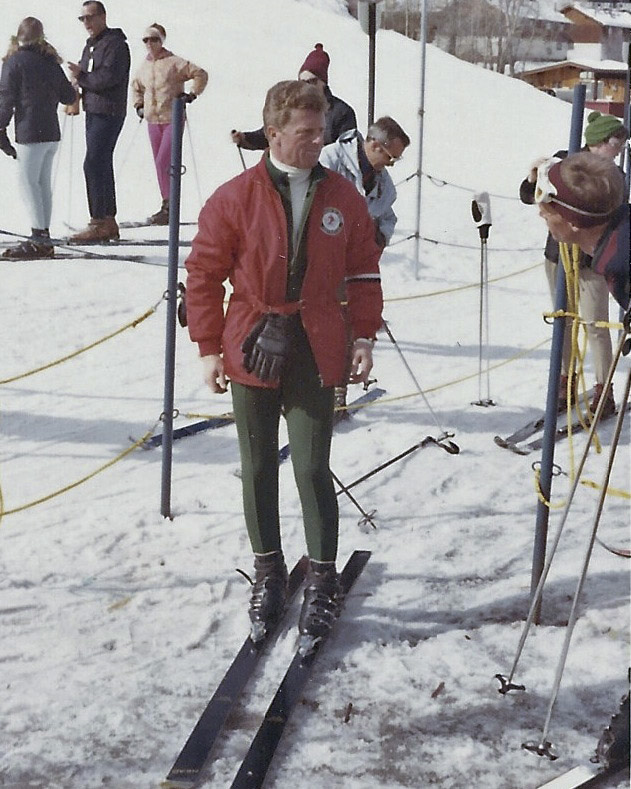
Eriksen w 1967 roku

### Igrzyska olimpijskie
| Miejsce | Dzień     | Rok  | Miejscowość  | Konkurencja | Czas biegu | Strata     | Zwycięzca        |
| ------- | --------- | ---- | ------------ | ----------- | ---------- | ---------- | ---------------- |
| 31.     | 2 lutego  | 1948 | Sankt Moritz | Zjazd       | 2:55,0     | +20,1      | Henri Oreiller   |
| 46.     | 4 lutego  | 1948 | Sankt Moritz | Kombinacja  | 3,27 pkt   | +28,23 pkt | Henri Oreiller   |
| 29.     | 5 lutego  | 1948 | Sankt Moritz | Slalom      | 2:10,3     | +22,1      | Edy Reinalter    |
| 1.      | 15 lutego | 1952 | Oslo         | Gigant      | 2:25,0     | -          | -                |
| 11.     | 16 lutego | 1952 | Oslo         | Zjazd       | 2:30,8 min | +3,0 s     | Zeno Colò        |
| 2.      | 19 lutego | 1952 | Oslo         | Slalom      | 2:00,0     | +1,2       | Othmar Schneider |

### Mistrzostwa świata
| Miejsce | Dzień     | Rok  | Miejscowość  | Konkurencja | Czas biegu | Strata     | Zwycięzca         |
| ------- | --------- | ---- | ------------ | ----------- | ---------- | ---------- | ----------------- |
| 31.     | 2 lutego  | 1948 | Sankt Moritz | Zjazd       | 2:55,0     | +20,1      | Henri Oreiller    |
| 46.     | 4 lutego  | 1948 | Sankt Moritz | Kombinacja  | 3,27 pkt   | +28,23 pkt | Henri Oreiller    |
| 29.     | 5 lutego  | 1948 | Sankt Moritz | Slalom      | 2:10,3     | +22,1      | Edy Reinalter     |
| 11.     | 14 lutego | 1950 | Aspen        | Gigant      | 1:54,4     | +2,7       | Zeno Colò         |
| 3.      | 16 lutego | 1950 | Aspen        | Slalom      | 2:06,4     | +1,6       | Georges Schneider |
| 29.     | 18 lutego | 1950 | Aspen        | Zjazd       | 2:34,4     | +17,4      | Zeno Colò         |
| 1.      | 15 lutego | 1952 | Oslo         | Gigant      | 2:25,0     | -          | -                 |
| 11.     | 16 lutego | 1952 | Oslo         | Zjazd       | 2:30,8     | +3,0       | Zeno Colò         |
| 2.      | 19 lutego | 1952 | Oslo         | Slalom      | 2:00,0     | +1,2       | Othmar Schneider  |
| 1.      | 1 marca   | 1954 | Åre          | Slalom      | 2:20,06    | -          | -                 |
| 1.      | 3 marca   | 1954 | Åre          | Gigant      | 1:52,5     | -          | -                 |
| 8.      | 7 marca   | 1954 | Åre          | Zjazd       | 1:59,6     | +5,1       | Christian Pravda  |
| 1.      | 7 marca   | 1954 | Åre          | Kombinacja  | 4,08 pkt   | -          | -                 |